# 鹿児島県道63号志布志福山線
鹿児島県道63号志布志福山線（かごしまけんどう63ごう しぶしふくやません）は、鹿児島県志布志市から霧島市に至る県道（主要地方道）である。

## 概要
志布志市志布志町志布志二丁目から霧島市福山町福山に至る。
有明東ICから志布志IC間は、地域高規格道路・都城志布志道路のうちの有明志布志道路である。

### 路線データ
- 起点：鹿児島県志布志市志布志町二丁目（関屋口交差点、国道220号交点）
- 終点：鹿児島県霧島市福山町福山（国道10号交差点）

## 歴史
- 1993年（平成5年）5月11日 - 建設省から、県道志布志福山線が志布志福山線として主要地方道に指定される[1]。

## 路線状況

### 重複区間
- 鹿児島県道71号垂水南之郷線（曽於市大隅町岩川 - 曽於市大隅町岩川・合庁入口交差点）
- 鹿児島県道497号長江柴建線（曽於市大隅町坂元）

## 地理

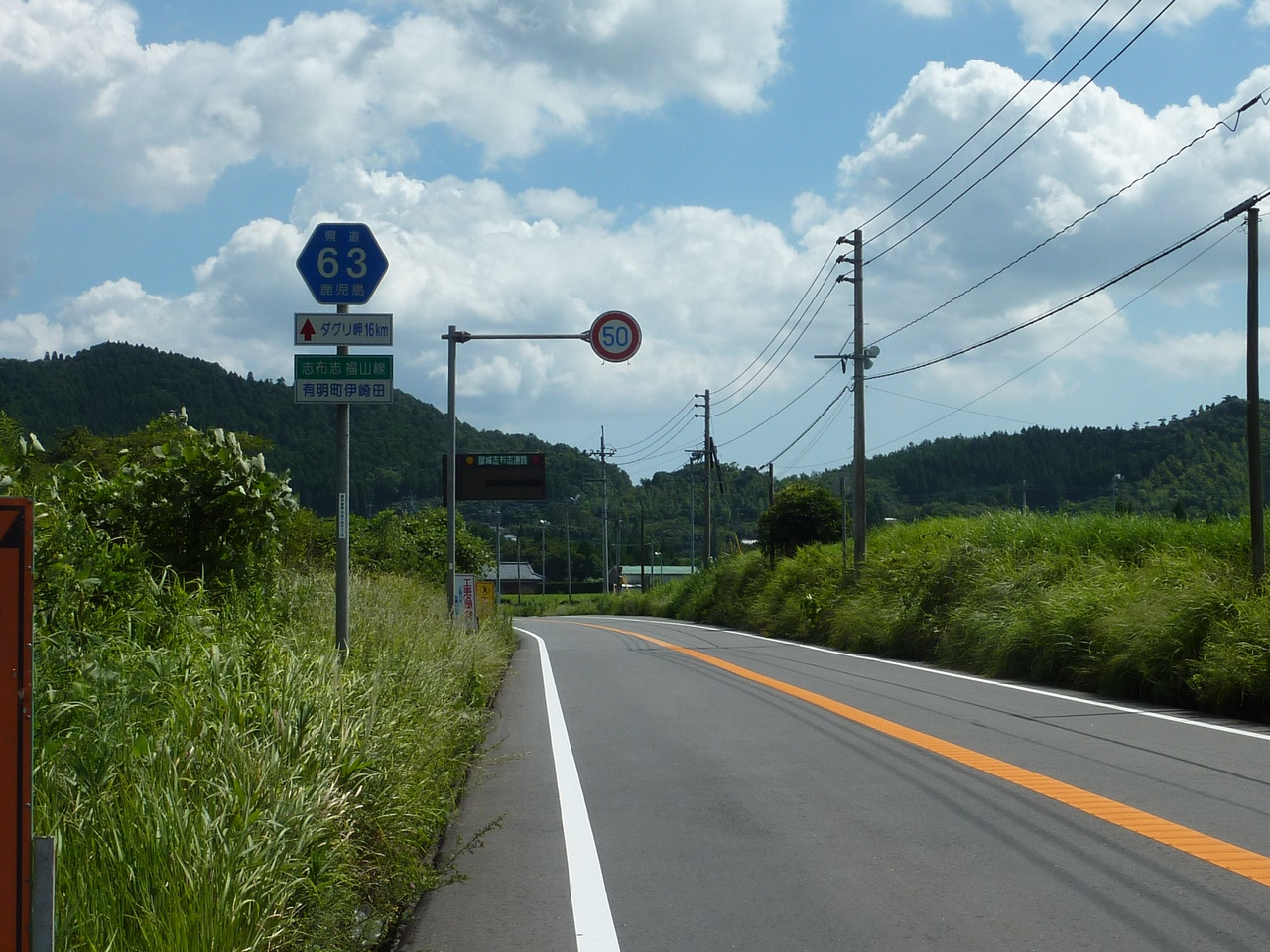
志布志市有明町伊崎田（志布志港方面）

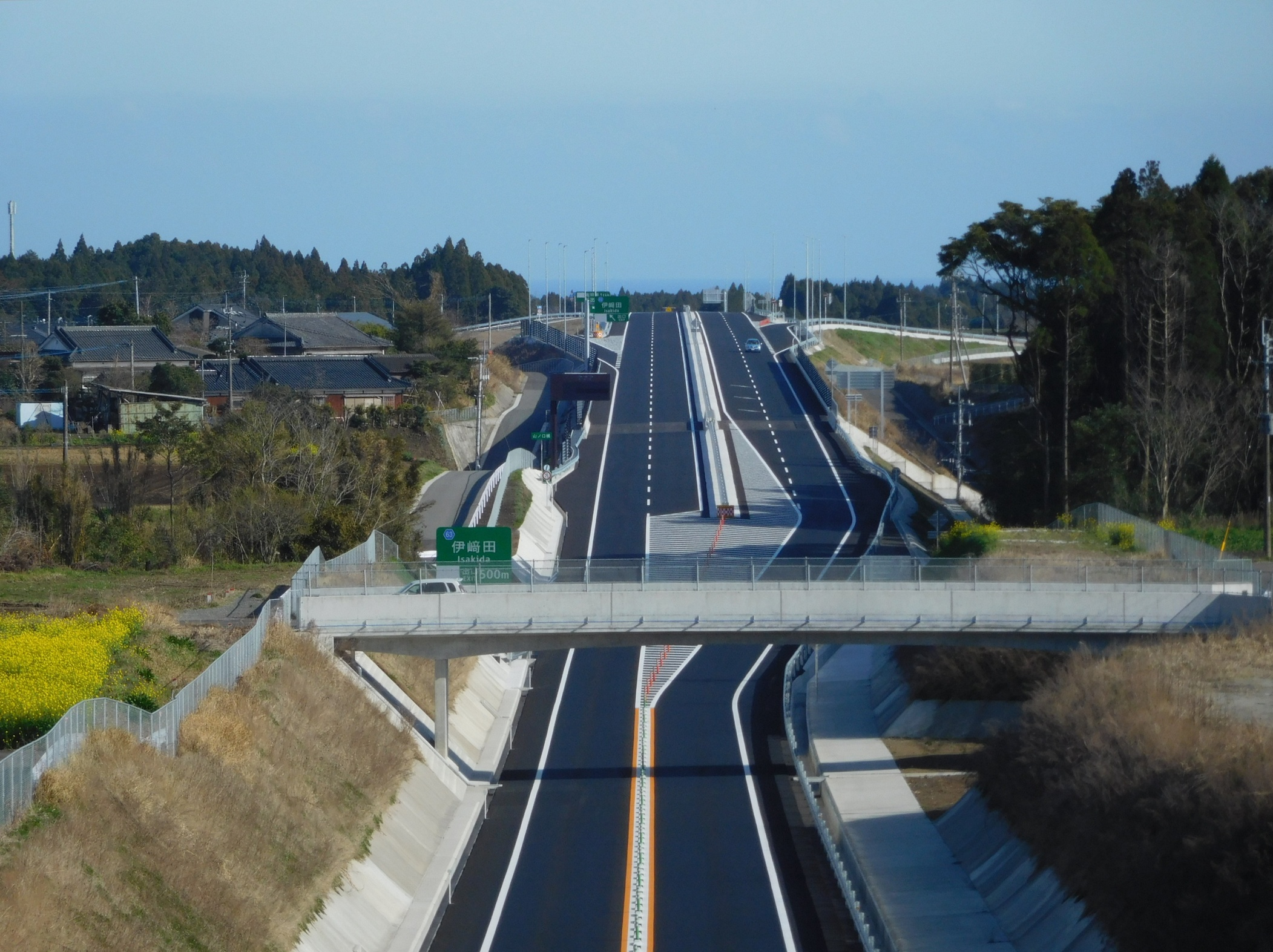
県道63号のバイパスにあたる都城志布志道路有明志布志道路

### 通過する自治体
- 志布志市
- 曽於市
- 霧島市

### 交差する道路
| 交差する道路                                           | 市町村名 | 交差する場所        | 交差する場所        |
| ------------------------------------------------------ | -------- | ------------------- | ------------------- |
| 国道220号                                              | 志布志市 | 志布志町志布志2丁目 | 関屋口交差点 / 起点 |
| E78 東九州自動車道 都城志布志道路                      | 志布志市 | 志布志町安楽        | 35 志布志IC         |
| 鹿児島県道523号志布志有明線                            | 志布志市 | 志布志町安楽        |                     |
| 鹿児島県道522号尾野見伊崎田線                          | 志布志市 | 有明町伊崎田        |                     |
| 都城志布志道路                                         | 志布志市 | 有明町伊崎田        | 有明東IC            |
| 曽於広域農道                                           | 志布志市 | 有明町伊崎田        |                     |
| 都城志布志道路 鹿児島県道・宮崎県道109号飯野松山都城線 | 志布志市 | 有明町伊崎田        | 有明北IC            |
| 鹿児島県道495号志柄宮ヶ原福山線                        | 曽於市   | 大隅町月野          |                     |
| 宮崎県道・鹿児島県道110号塗木大隅線                    | 曽於市   | 大隅町月野          | 大隅町八合原交差点  |
| 鹿児島県道71号垂水南之郷線 重複区間起点                | 曽於市   | 大隅町岩川          |                     |
| 鹿児島県道71号垂水南之郷線 重複区間終点                | 曽於市   | 大隅町岩川          | 合庁入口交差点      |
| 国道269号                                              | 曽於市   | 大隅町岩川          | 岩川交差点          |
| 鹿児島県道497号長江柴建線 重複区間起点                 | 曽於市   | 大隅町坂元          |                     |
| 鹿児島県道497号長江柴建線 重複区間終点                 | 曽於市   | 大隅町坂元          |                     |
| 国道10号                                               | 霧島市   | 福山町福山          | 終点                |

### 沿線
- 志布志市立伊崎田小学校
- 志布志市立伊崎田中学校
- 鹿児島県立岩川高等学校
- 曽於市立笠木小学校
- 霧島市立牧之原小学校